# Cape Spencer Lighthouse (Alaska)
Das Cape Spencer Light ist ein 1925 erbauter Leuchtturm in Alaska. Er befindet sich zwischen dem Cross Sound und der Icy Strait an der Südspitze des Glacier-Bay-Nationalparks. Betreiber ist der Glacier Bay National Park and Preserve. Nach der Definition der International Hydrographic Organization bildet Cape Spencer die südöstliche Grenze des Golfs von Alaska.

## Gebäude
Das etwa sieben Meter hohe Bauwerk im Stil des Art déco besteht aus Stahlbeton und befindet sich auf einem Felsen. Ein sogenanntes Hoist House dient zur Bedienung des Krans für Güter vom Boot zum Leuchtturmgebäude und zurück. Im Nordosten des Turms befindet sich ein Hubschrauberlandeplatz.

## Leuchtfeuer
Das Leuchtfeuer wird mit der Kennung Fl W 6s.abrv über eine Fresnel-Linse 3. Ordnung verbreitet und hat eine Nenntragweite (weiß) von 17 Seemeilen (31 km). 1974 wurde der Betrieb automatisiert; bis dahin war die Anlage von 4 Angehörigen der United States Coast Guard besetzt.

## Denkmalschutz
Das Hauptgebäude ist seit 4. Dezember 1975 im National Register of Historic Places eingelistet.

## Abbildungen

Leuchtfeuer
Hubschrauberlandeplatz
Hoist House mit Krananlage
ehem. Schlafraum
ehem. Technikraum